# Сатанизам
Сатанизам (сотонизам) је култно учење чији следбеници идентификују Сатану (Сотону) са архетипом, прекосмичком силом, истинским живим бићем, или неким аспектом људске природе. Сатанизам не може лако да се дефинише. Сатанизам се не може у потпуности назвати религијом већ више филозофијом. Сатанизам представља противљење религијском схватању живота и самим религијама уопштено. Сатана представља симбол бунта, слободоумља, слободе и поноса,као што је уосталом и описан у Библији. Иако је добио име по Сатани, који се повезује првенствено са злом и искушењем, следбеници сатанизма га пре означавају као духовни пут који се супротставља уобичајеном, и то најпре по томе што за главну максиму духовног обогаћења узима побољшање самога себе, а не повиновање нечем вишем (углавном Богу). Сатанисти махом тврде да се уопште не клањају Сатани нити било ком другом божанству као и да не прате принцип зла. Неки следбеници тврде да се уместо поштовања божанских закона или природних принципа, и потчињавања неком божанству или моралу, они углавном усредсређују на материјално или физичко напредовање под вођством виших бића или принципа. Из овог разлога, многи савремени Сатанисти одбацују традиционална религијска веровања и ставове у корист егоистичнијих погледа на свет и природне законе. Насупрот томе, веома је распрострањено веровање да се сви следбеници сатанизма клањају Сатани и врше његову вољу приносећи обилно жртве и извршавајући самоубиства.

## Модерне сатанистичке групе
Код данашњих сатанистичких група могу се уочити два главна правца, то су „теистички” и „атеистички” сатанизам. Следбеници теистичког сатанизма се према Сатани односе са страхопоштовањем јер верују да је он врховно божанство. Супротно њима атеистички сатанисти себе сматрају атеистима и Сатана за њих представља симбол разних људских особина.

## Теистички сатанизам
Овај правац сатанизма познат је и као традиционални или спиритуални сатанизам. Теистички сатанизам обухвата широк спектар веровања, пратиоци ове религије најчешће имају различита веровања у односу на једне друге, ту су наравно изузетак секте. Из овог разлога је немогуће одредити генерално веровање теистичких сатаниста, не постоји званична доктрина попут хришћанске библије.
Најпознатија групација теистичких сатаниста је „Радост Сатане". Ова групација верује да је Сатана створио људе и да су Јахве, анђели и друга авраамска створења у ствари ванземаљци који раде на уништавању човечанства. Присталице „Радости сатане“ верују да су демони у ствари древни пагански богови који су лажно оптужени од стране Јевреја за побуну против Јахвета. Присталице ове грипације такође практикују ритуале „убијања јеврејских враџбина“ и слично.
Луциферијанизам као група у оквиру теистичког сатанизма има две струје, једну која Луцифера и Сатану изједначује и другу која сматра да је Луцифер представља просветљенију верзију Сатане, ова фракција је у својим веровањима инспирисана митовима древног Египта, Рима и старе Грчке. Занимљиво је то, да на пример „Радост Сатане“ тврди да је Луцифер титула, а Сатана име за исто биће, док у исто време тврде да прате најчистију форму паганизма. Луциферијанци се први пут помињу у папином документу „Gesta Treverorum” из 1231. године, папа Гргур IX у њему жене и мушкарце који верују да је Луцифер неправедно избачен из раја назива јеретицима. У САД постоји Луциферска црква која се бави проучавањем античких народа.

## Атеистички сатанизам
Настао је 1966. године када је Антон Шандор Левеј основао Сатанистичку цркву у Сан Франциску у САД. За разлику од спиритуалног Левејов сатанизам не подразумева обожавање Сатане у смислу божанства већ као симбол телесности и земаљских вредности. Левеј је Сатанизам дигао на ниво религије и 1969. је написао Сатанистичку библију. Интересантно је да ју је назвао Библија само да би изнервирао америчке хришћане, што је и уродило плодом. Да би неко постао сатаниста, тј. припадник овог култа потребно је да уплати 200.долара а ниво који ће посвећеник достићи зависи од његовог личног залагања и учествовања у ритуалима. Сама сатанистичка организација никада није објавила податке о тачном броју својих следбеника али верује да их широм света има на десетине хиљада. После смрти Левеја култ је преузео Бланш Бартен, а из те организације су полако почеле да се издвајају и рађају нове сатанистичке секте, једна од нових је и Прва сатанистичка црква коју је 1999. основала Карла Лавеј, Антонова ћерка.
Храм Сета је окултно удружење које је 1975. године основао Мајкл Аквино, неки чланови и свештенство Сатанистичке цркве. Своју филозофију називају просвећеним индивидуализмом а инспирацију проналазе у божанству Сету и свој систем веровања називају „Сеатизам” Бог Сет је наводно тамни Господ и његово обожавање се врши кроз ритуал „Црног пламена”. Контроверзе везане за ову цркву су наводне везе између Аквина и неких неонацистичких организација као и његово веровање да је Антихрист.
Ред девет углова је настао у Уједињеном Краљевству 60- их година. Ред доживљава сатанизам као потпуно индивидуалну потрагу којом се превазилазе физичке и менталне границе човека. Ритуали иницијације се састоје од теста издржљивости, то подразумева усамљеност и забрану комуницирања са другим људима као и тешке физичке послове са циљем развијања јаких личности, тј вођа.

## Сатанистички ритуали
Основа сатанистичких ритуала је спиритуализам, током ритуала се користе свеће одређених боја, такође време у које се они одигравају може бити унапред одређено, у смислу датума, дакле као и у слављењу хришћанских празника. Неки од ритуала који се практикују у сатанизму су:
- „Сатанистички стандардни ритуал”
- „Сатанистичко јачање и посвећивање ритуалних алата”
- „Сатанистички ритуал уништења”
- „Сатанистички терајући ритуал”[10]

Код одређених сатанистичких организација ритуали су прелазили оквире закона и доводили до убистава или самоубистава. Понекад се за потребе ритуала жртвују животиње а за само обављање се углавном користе напуштене и удаљене куће. Ове ритуале може обележити и вандализам у виду скрнављења гробља и верских грађевина. Оптужбе на рачун сатаниста долазили су из различитих извора као што су полиција, борци за права деце, бивших чланова. Неки од њих су ритуале повезивали са сексуалним злостављањем, присилним гутањем крви и фекалија, оргијама, жртвеним абортусима као и жртвовањем људи.
Секта „Радост Сатане” не практикују жртвовање животиња, крви или људи, са образложењем да се Сатана и богови на то гаде и да је то нешто што у ствари јеврејски бог заповеда, а не Сатана. Присталице „Радости Сатане” практикују „Обрнуте Тора Ритуале”, у којима „убијају јеврејске враџбине и клетве бачене против свих нејевреја”.